# JNR-Baureihe 211
Die Baureihe 211 (jap. 211系) ist ein japanischer elektrischer Triebzugtyp, der 1985 von der Japanischen Staatsbahn (JNR) entwickelt wurde und derzeit von der East Japan Railway Company (JR East) und der Central Japan Railway Company (JR Central) betrieben wird. Die Triebzüge wurden auch von der West Japan Railway Company (JR-West) eingesetzt.

## Geschichte und Aussehen
Die Baureihe 211 wurde entwickelt, um die Baureihen 113 und 115 zu ersetzen. Sie verfügt über Rekuperationsbremsen und einen rostfreien Wagenkasten.

## Varianten
- BR 211-0 (Basisversion mit Querbestuhlung)
- BR 211-1000 (Variante für kalte Umgebungen, mit Querbestuhlung)
- BR 211-2000 (Basisversion mit Längsbestuhlung)
- BR 211-3000 (Variante für kalte Umgebungen, mit Längsbestuhlung)
- BR 211-5000 (Version der JR Central)
- BR 211-6000 (Einmotorige Version der JR Central)
- Joyful Train-Varianten